# Elmer Montoya
Elmer Roberto Montoya Meza (8 dicembre 1977) è un ex calciatore honduregno, di ruolo difensore.

## Carriera

### Nazionale
Nel 2000 ha partecipato, insieme alla selezione honduregna, ai Giochi della XXVII Olimpiade a Sydney.

## Palmarès

### Club

#### Competizioni nazionali
- Campionato honduregno: 3

Motagua: 1999-2000 Apertura, 1999-2000 Clausura, 2001-2002 Apertura